# Zenó de Xipre
Zenó de Xipre (grec antic: Ζήνων, llatí: Zenon) fou un metge xipriota del segle iv, mestre de Jònic, Magne, i Oribasi. Va practicar la seva professió a Alexandria d'on fou desterrat pel bisbe Jordi de Capadòcia que perseguia a pagans i ortodoxos amb igual severitat. Fou restaurat per ordre de Julià l'Apòstata el 361 o 362. L'emperador romà d'Orient Zenó parla en una carta que es conserva, de les habilitats d'aquest metge, que lloa igual que el seu caràcter. Sovint hom el confon amb Zenó d'Alexandria.